# Brand in de Mont Blanctunnel
De brand in de Mont Blanctunnel tussen Frankrijk en Italië vond plaats op 24 maart 1999 en kostte het leven aan 39 mensen.

## Ramp
Op 24 maart 1999 reed de Belgische truckchauffeur Gilbert Degrave in zijn Volvo-vrachtwagen met gekoelde aanhanger met daarin 9 ton margarine en 11 ton meel langs de Franse kant de tunnel in. Slechts enkele ogenblikken in de tunnel later begon de vrachtwagen signalen van rook te vertonen. In het midden van de tunnel stopte de vrachtwagen, vrijwel direct vatte deze vuur. 25 voertuigen die de vrachtwagen de tunnel in volgden, met 38 inzittenden in totaal, kwamen vast te zitten in de brand en konden niet meer ontkomen. Bij verschillende reddingsacties van de Franse en Italiaanse brandweer kwam ook een brandweerman om; hij bezweek aan zijn verwondingen een tijd later. Aan Italiaanse kant konden de voertuigen nog zelf ontsnappen of de inzittenden konden gered worden, inclusief de Belgische chauffeur van de noodlottige vrachtwagen.

## Oorzaken
De brand in de vrachtwagen was hoogstwaarschijnlijk veroorzaakt door een weggegooide sigaret; deze sigaret kwam op het luchtfilter terecht dat daardoor in brand vloog. Brandende delen van het luchtfilter kwamen in de motor terecht, waardoor deze ook in brand vloog; dit verklaarde de opstijgende rook uit de vrachtwagen die door andere voertuigen in de tunnel werd gezien. Toen de chauffeur de rook zag, stopte hij in het midden van de tunnel om de brand te blussen; het stoppen van de vrachtwagen liet echter enkel meer lucht toe aan de brand, waardoor de brand oncontroleerbaar werd. De brand stak de isolatie van de aanhanger (polyurethaan) aan; de enorme hitte die daarbij vrij kwam, smolt de margarine. Vanwege de oliën in de margarine creëerde deze op zich ook brand. De combinatie van polyurethaan en de margarine bleek dus erg brandbaar te zijn: er werd berekend dat deze combinatie het verbijsterende equivalent had van een tankwagen met een inhoud van 30.000 liter benzine. Nog schokkender was dat margarine in een gekoelde vrachtwagen niet als gevaarlijk geklasseerd werd.
De brand stak ook de rest van de in de val zittende voertuigen aan, waaronder ook een aantal vrachtwagens met eveneens brandgevaarlijke inhoud. Het totaal aan brandende inhoud bleek gelijk te zijn aan 7 volle benzinetankwagens. De brand duurde daarom maar liefst 53 uur en bereikte temperaturen van 1200 °C. De schade was zo groot dat de tunnel pas op 9 maart 2002 weer openging.
De inzittenden die in de val zaten waren echter al overleden lang voor de brand hen had bereikt. De brand produceerde erg giftige rook (naast koolstofmonoxide bevatte de rook ook cyanide). In ruim een halfuur was de Franse kant van de tunnel volledig met rook gevuld, terwijl dit aan de Italiaanse kant langzamer gebeurde. Dit kwam o.a. door uitzonderlijke weersomstandigheden: de brand gebeurde op een dag dat een wind vanuit Italië door de tunnel naar Frankrijk blies, een fenomeen dat gemiddeld slechts 20 dagen per jaar voorkomt. Maar vooral het ventilatiesysteem, en de menselijke fouten die hieruit ontstonden speelden een grote rol. Bij de ontsnapping van voertuigen aan Italiaanse kant blies een operator meer lucht naar hen toe om hun ontsnapping te vergemakkelijken. Daardoor echter werd de rook meer naar de Franse kant gedreven met een grotere snelheid. Hierdoor werden de voertuigen achter de in brand staande vrachtwagen snel overspoeld door de rook. Door het verdwijnen van de zuurstof werkten de motoren van de voertuigen niet meer, zodat ontsnappen op deze manier onmogelijk werd gemaakt. Mensen die hun voertuigen verlieten en hun toevlucht in de rookvrije ruimten probeerden te zoeken, maakten eveneens geen schijn van kans: de rook reduceerde de zichtbaarheid enorm en de giftige chemicaliën in de rook deden de mensen al na slechts enkele minuten bezwijken.
Er kwam ook aan het licht dat alle reddingsacties mislukten door velerlei verontrustende factoren:
- In de 34 jaar voorheen dat de tunnel open was, werd slechts 1 brandoefening gehouden.
- Noodtelefoons werkten niet altijd.
- Rooksensoren werkten niet adequaat (1 werd zelfs de dag voor de ramp uitgezet), mede daardoor werden steeds meer voertuigen achter de vrachtwagen toegelaten.
- De camera's werden door de rook het zicht belemmerd, waardoor een gebrek aan informatie ontstond.
- Er was onvoldoende communicatie tussen de Franse en Italiaanse controlekamers, waardoor de reddingsacties ongecoördineerd verliepen.

## Maatregelen
Na de ramp werden volgende maatregelen van kracht, om dergelijke rampen in de toekomst te voorkomen:
- Maximumsnelheden en minimumafstanden tussen voertuigen in de tunnel worden strikt gerespecteerd.
- Vrachtwagens die op het punt staan de tunnel in te rijden, worden gecontroleerd op alarmerende hitteniveaus.
- Er is slechts een controlekamer om reddingsacties beter te coördineren, deze wordt beheerd door GEIE-TMB (Groupement Européen d’Intérêt Économique du Tunnel du Mont Blanc).
- Nooduitgangen worden duidelijker aangegeven en leiden naar tunneluitgangen onder het wegdek, om zo onder de rook te kunnen blijven.
- Er is een brandweerteam permanent in de tunnel gestationeerd.
- Brandweerwagens zijn uitgerust met infraroodsystemen, om mensen onder slechte zichtbaarheid op te sporen.